# Tituly a vyznamenání Davida Petraeuse

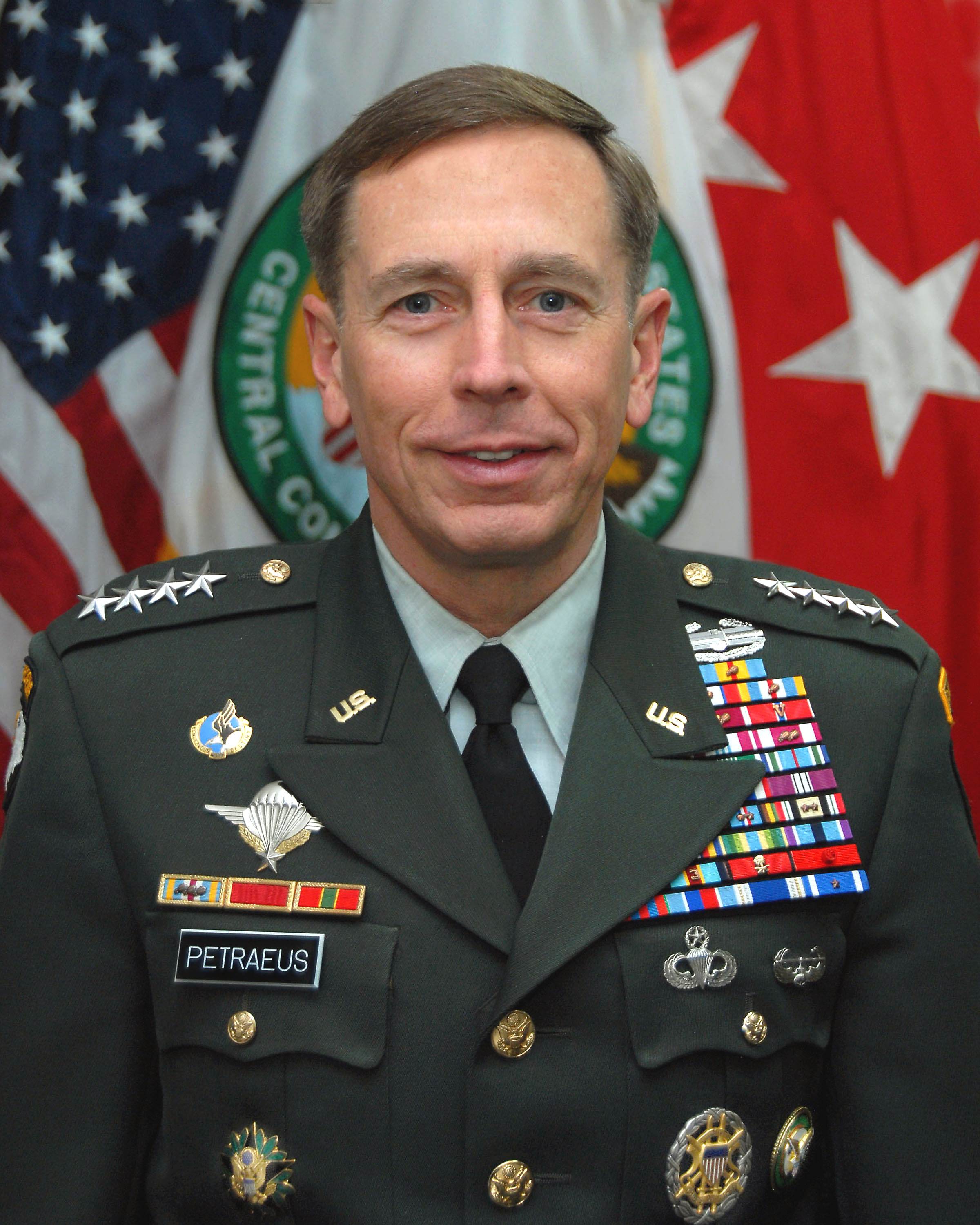
Generál D. H. Petraeus v uniformě zdobené řadou vyznamenání

David Petraeus, americký generál a bývalý ředitel CIA, obdržel během svého života řadu amerických i zahraničních řádů a medailí.

## Vojenské hodnosti
- poručík – 1974[1]
- nadporučík – 1976[1]
- kapitán – 1978[1]
- major – 1985[1]
- podplukovník – 1991[1]
- plukovník – 1995[1]
- brigádní generál – 2000[1]
- generálmajor – 2003[1]
- generálporučík – 2004[1]
- generál – 2007[1]

## Vyznamenání

### Americká vyznamenání

#### Americká vojenská vyznamenání
- Defense Distinguished Service Medal se třemi bronzovými dubovými listy
- Armádní medaile za vynikající službu se dvěma bronzovými dubovými listy
- Defense Superior Service Medal s bronzovým dubovým listem
- Bronzová hvězda se sponou V
- Defense Meritorious Service Medal
- Medaile za vzornou službu se dvěma bronzovými dubovými listy
- Joint Service Commendation Medal
- Armádní pochvalná medaile se dvěma bronzovými dubovými listy
- Joint Service Achievement Medal
- Armádní medaile za úspěchy

#### Americká vyznamenání jednotek
- Joint Meritorious Unit Award se třemi bronzovými dubovými listy
- Army Meritorious Unit Commendation
- Army Superior Unit Award

#### Americká nevojenská vyznamenání
- Secretary's Distinguished Service Award
- Distinguished Honor Award
- Superior Honor Award

#### Americké služební medaile a služební a výcvikové stužky
- Medaile za službu v národní obraně se dvěma služebními hvězdičkami
- Expediční medaile ozbrojených sil se dvěma služebními hvězdičkami
- Medaile za tažení v Afghánistánu se třemi služebními hvězdičkami
- Medaile za tažení v Iráku se čtyřmi služebními hvězdičkami
- Expediční medaile globální války proti terorismu
- Medaile za službu v globální válce proti terorismu
- Medaile za službu v ozbrojených silách
- Medaile za humanitární službu
- Army Service Ribbon
- Army Overseas Service Ribbon s číslem 8

#### Americké odznaky, výložky a nášivky
- Expert Infantry Badge
- Odznak za bojovou akci
- Mistrovský Odznak parašutisty
- Air Assault Badge
- Army Staff Identification Badge
- Joint Chiefs of Staff
- Nášivka Ranger
- Overseas Service Bar

### Mezinárodní vyznamenání
- Medaile Spojených národů za misi na Haiti[2]
- Pochvalná služební medaile NATO
- Medaile NATO za Jugoslávii

### Zahraniční vyznamenání
- Austrálie
  -  čestný důstojník Řádu Austrálie, vojenská divize – 3. listopadu 2009 – za vynikající službu v mezinárodní koalici proti terorismu, kdy působil jako velící generál mezinárodních sil v Iráku od 26. ledna 2007 do 30. října 2008[3][4]
- Česko
  -  Záslužný kříž ministra obrany České republiky I. třídy
- Francie
  -  komandér Řádu čestné legie
  -  Francouzská vojenská medaile za tažení
- Gruzie
  -  Řád Vachtanga Gorgasaliho I. třídy – 2013[5]
- Itálie
  -  Zlatý záslužný kříž karabiniérů – 9. června 2011 – nepřekonatelný voják, houževnatý a prozíravý tlumočník ideálů svobody a demokracie[6]
- Jižní Korea
  -  Řád za zásluhy o národní bezpečnost
- Kanada
  -  Meritorious Service Cross, vojenská divize
- Německo
  -  velký záslužný kříž s hvězdou Záslužného řádu Spolkové republiky Německo
- Nizozemsko
  -  velkokříž s meči Řádu Oranžsko-nasavského
- Polsko
  -  komtur Řádu za zásluhy Polské republiky – 6. dubna 2010 – udělil prezident Lech Kaczyński[7]
  -  zlatá Medaile polské armády – 2010
  -  Irácká hvězda – 2010[8]
- Rumunsko
  -  Čestný odznak generálního štábu Rumunska
- Spojené arabské emiráty
  -  Řád za vojenské zásluhy I. třídy

#### Zahraniční odznaky
- Odznak parašutisty Britské armády – Spojené království
- Brevet de Parachutisme militaire – Francie
- bronzový Odznak parašutisty – Německo
- bronzový Odznak za službu v armádě – Německo

## Akademické tituly

### Doctor honoris causa
- doctor honoris causa práv na Eckerd College – 23. května 2010
- doctor honoris causa práv na Pensylvánské univerzitě – 14. května 2012[9]
- doctor honoris causa veřejné služby na Dickinson College – 20. května 2012[10]